# Claire Brookin
Claire Brookin geboortenaam: Ball (Leeds, West Yorkshire, 28 november 1989) is een Engels dartster die uitkwam voor de BDO.
Brookin maakte haar debuut op de BDO World Darts Championship 2017, waarin ze verloor van Trina Gulliver met 0–2. Ook haalde Brookin de kwartfinale van de Winmau World Masters in 2012 en 2015. Ze won de Cambridgeshire Open in 2015, de British Classic in 2016 en de Lincolnshire Open in 2017. Brookin won op de WDF World Cup 2015 het vrouwendubbel samen met Lisa Ashton. Ook won ze het het vrouwen teams met Engeland en het overall klassement met Engeland.

## Resultaten op Wereldkampioenschappen

### BDO
- 2017: Laatste 16 (verloren van Trina Gulliver met 0–2)

### WDF
- 2015: Laatste 64 (verloren van Julie Gore met 1-4)